# Népliget autóbusz-állomás
A Népliget autóbusz-állomás Budapest nemzetközi autóbusz-pályaudvara, amelyet a Volánbusz üzemeltet.

## Története
2002. március 23-án adták át. Az emeleti szintekre az azóta felszámolt Szabolcs utcai telephelyről 2005-ben költözött át az igazgatóság. Az új terminál elsősorban a 2001-ben bezárt Erzsébet tér autóbusz-pályaudvar szerepét vette át, másodrészt a Vágóhíd utcából ide költöztek az 1962-ben megnyílt Nagyvárad téri állomásról induló agglomerációs járatok. A helyközi buszok Dunaharaszti, Ócsa, Alsónémedi, Dabas és Dunaújváros felé, a távolsági buszok pedig többek között Kecskemét, Hódmezővásárhely, Makó, Békéscsaba, Baja és Székesfehérvár és a Balaton felé közlekednek. Az állomásról számos nemzetközi járat is indul.
A pályaudvar helyén korábban, 1923–1995 között a Mafilm II. számú telepe üzemelt.

## Megközelítése tömegközlekedéssel
- Metró:
- Villamos:  1, 1A
- Trolibusz:  83
- Autóbusz:  254E
- Éjszakai busz:  901, 914, 914A, 918, 950, 950A
- Elővárosi busz:  607, 608, 616, 625, 626, 627, 628, 629, 630, 631, 632, 633, 635, 636, 650, 653, 654, 655, 656, 657, 659, 660, 661, 679, 705
- Távolsági busz:  1080, 1081, 1085, 1087, 1090, 1092, 1094, 1110, 1111, 1113, 1115, 1121, 1123, 1125, 1130, 1131, 1134, 1136, 1172, 1173, 1174, 1175, 1176, 1177, 1183, 1184, 1185, 1186, 1187, 1188, 1193, 1194, 1204, 1205, 1212, 1215, 1216, 1229, 1251, 1253, 1254, 1257, 1268